# Die Werwölfe von Düsterwald (Spiel)
Die Werwölfe von Düsterwald (französisch Les loups-garous de Thiercelieux) ist ein Gesellschaftsspiel von Philippe des Pallières und Hervé Marly mit Illustrationen von Alexios Tjoyas, Misda, Christine Deschamps, Tom Vuarchex und Naïade. Als Vorlage wurde das Spiel Mafia verwendet, welchem Andrew Plotkin ein Werwolf-Thema gab. Das Spiel erschien erstmals 2001 bei Lui-même (Vertrieb durch Asmodée Editions) auf Französisch. Im Jahr 2006 erschien mit Neumond (französisch Nouvelle Lune) die erste Erweiterung.
Das Spiel beruht in großen Teilen auf der Fähigkeit der Spieler, andere zu beeinflussen, glaubhaft zu belügen und solches Verhalten aufdecken zu können.

## Preise und Auszeichnungen
Die Werwölfe von Düsterwald wurde mit mehreren Preisen ausgezeichnet, darunter einer
- Bronzemedaille bei der Ludexpo 2001 sowie den
- Großen Publikumspreis und den As d’Or in der Kategorie Animationsspiel (As d’Or du jeu d’animation) beim Internationalen Festival der Spiele 2002 in Cannes.

Das Spiel wurde in mehrere Sprachen übersetzt und ist mittlerweile zum Klassiker geworden, der auch als Forenspiel im Internet sehr beliebt ist.

## Spielablauf
Thematisch geht es darum, dass das kleine Dörfchen Düsterwald von Werwölfen heimgesucht wird. Die Gruppe der Dorfbewohner versucht, die Wölfe, die sich als Dorfbewohner getarnt haben, zu entlarven. Dagegen versuchen die Wölfe, als einzige zu überleben und Widersacher auszuschalten. Darüber hinaus gibt es Charaktere mit eigenen Zielen.

### Vorbereitung
Der Spielleiter mischt alle Charakterkarten und teilt an jeden Spieler verdeckt eine davon aus. Die Spieler schauen sich ihre Karte verdeckt an und erkennen nun, welche Rolle sie verkörpern. Danach ruft der Spielleiter zur ersten Nacht auf und das Spiel beginnt.

### Nachtphase
In der Nachtphase schließen alle Spieler die Augen. Der Spielleiter ruft die handelnden Charaktere einzeln, der Reihe nach auf. Sie öffnen ihre Augen und führen ihre Aktion aus. Mit mehr Sonderrollen (→Spielfiguren) dauert die Nacht entsprechend länger.
Werden die Werwölfe vom Spielleiter aufgerufen, wachen sie auf und erkennen sich gegenseitig. Je nach Spielerzahl gibt es zwei bis vier Wölfe. Die Wölfe bestimmen durch Gesten ein Opfer und schlafen wieder ein. Wenn die Wölfe sich nicht auf ein Opfer einigen können, gibt es kein Opfer. Der Spielleiter gibt das Opfer der Werwölfe zu Beginn der Tagphase bekannt, sofern dessen Tod nicht durch eine der Sonderrollen verhindert wurde.
Die Sondercharaktere erwachen ebenfalls in der Nacht und werden vom Spielleiter nach und nach aufgerufen.

### Tagphase
Am Tag erwacht das Dorf. Das Opfer der Werwölfe wird bekanntgegeben und es scheidet aus dem Spiel aus, dabei wird dessen Karte umgedreht und dessen Identität bekanntgegeben. Alle ausgeschiedenen Spieler dürfen nicht mehr mit den Spielenden kommunizieren. Nun diskutiert das Dorf, wer von ihnen ein Werwolf sein könnte. Die Diskussion ist das Herzstück des Spiels. Hier geht es für die Dorfbewohner darum die Werwölfe zu entlarven, während die Werwölfe versuchen nicht entdeckt zu werden und das Dorf zu manipulieren. Einige Spielrunden erlauben eine uneingeschränkte Kommunikation, sodass alle Spieler ihren eigenen Charakter bekanntgeben dürfen (ohne ihre Karte umzudrehen), gleichzeitig aber auch jeder behaupten kann, einen anderen Charakter zu verkörpern als er es tatsächlich tut. Andere Spielrunden verbieten es, entsprechende Äußerungen zu tätigen.
Am Ende des Tages gibt es eine Abstimmung, bei der auf Kommando des Spielleiters jeder der spielenden Personen mit dem Finger auf eine für ihn verdächtige Person deutet. Wer die meisten Stimmen erhält, scheidet aus. Bei Gleichstand gibt es eine Stichwahl oder es entscheidet ein zu Spielbeginn gewählter Hauptmann. Den verbleibenden Spielern wird die Charakterrolle des ausgeschiedenen Spielers bekanntgeben. Nach dem Tag wird es wieder Nacht und der Zyklus beginnt von vorn.

### Ende des Spiels
Das Spiel endet, sobald entweder alle Werwölfe oder alle Dorfbewohner tot sind. Das Ziel der Werwölfe ist es, alle Dorfbewohner auszulöschen, während die Dorfbewohner den Wölfen den Garaus machen wollen. Lediglich wenn Amors Liebespaar aus einem Werwolf und einem Dorfbewohner besteht, können diese beiden Spieler nur dann gewinnen, wenn außer ihnen niemand überlebt. Einige Charaktere gewinnen das Spiel unter bestimmten Bedingungen alleine.

## Spielfiguren
Außer den Dorfbewohnern und den Werwölfen, die in jeder Spielrunde verwendet werden, können zusätzliche Charaktere in das Spiel integriert werden. Die entsprechenden Karten ersetzen jeweils eine Dorfbewohner-Karte.

### Grundspiel
Im Grundspiel sind die 9 Standard-Rollen, die unten aufgelistet sind. Außerdem werden eine empfohlene Aufruf-Reihenfolge sowie Tipps für die Spieler, aber auch den Erzähler gestellt.
- Erzähler (Spielleiter, spielt nicht mit!): Leitet durch die Phasen des Spiels, verteilt die Karten und erzählt die Geschichte. Wird zu Spielbeginn durch die Mitspieler bestimmt.
- Dorfbewohner (Dorf) (13 Karten): Der normale Dorfbewohner. Hat keine Sonderfähigkeit und kann sich nur auf seinen Instinkt und seine Überzeugungskraft verlassen.
- Werwolf (Wolf) (4 Karten): Die Werwölfe werden nachts vom Spielleiter aufgerufen, erkennen sich und einigen sich auf ein Opfer, welches „gefressen“ wird und somit aus dem Spiel ist. Am nächsten Morgen verkündet der Spielleiter das Opfer der Werwölfe (sofern keine Sonderrolle dies verhindert hat).
- Hauptmann: Der Hauptmann kann zu Beginn des Spiels oder in einer späteren Tagphase ausgelost oder gewählt werden und ist eine öffentliche Rolle, die der entsprechende Spieler zusätzlich zu seiner Charakterkarte erhält. Bei einem Unentschieden in der Abstimmung des Dorfes, trifft er die Entscheidung, welcher der Spieler mit den meisten Stimmen ausscheidet. Stirbt der Hauptmann, gibt der entsprechende Spieler die Rolle an einen Spieler seiner Wahl weiter.
- Hexe (Dorf): Die Hexe erwacht, nachdem die Werwölfe ihr Opfer ausgesucht haben. Sie hat im Verlauf des gesamten Spiels einen Gift- und einen Heiltrank. Der Spielleiter zeigt der Hexe das Opfer und die Hexe kann es mit ihrem Heiltrank heilen (auch sich selbst), so dass es überlebt. Sie kann aber auch den Gifttrank auf einen anderen Spieler anwenden. Dadurch kann es in einer Nacht keine, einen oder zwei Tote geben.
- Jäger (Dorf): Scheidet der Jäger aus dem Spiel aus, feuert er in seinem letzten Lebensmoment noch einen Schuss ab, mit dem er einen Spieler seiner Wahl mit in den Tod reißt, d. h., er bestimmt einen Spieler, der mit ihm aus dem Spiel ausscheidet.
- Amor (Dorf): Amor erwacht nur einmal in der allerersten Nacht, um zwei Spieler seiner Wahl miteinander zu verkuppeln (eventuell auch sich selbst). Danach schläft er wieder ein. Anschließend berührt der Spielleiter die beiden Verliebten an der Schulter, sodass diese kurz erwachen können und sich erkennen. Die Verliebten haben im Laufe des Spiels die Aufgabe, den Partner zu beschützen, denn wenn einer der beiden stirbt, stirbt der Partner ebenfalls an schrecklichem Liebeskummer; sie dürfen nie gegeneinander stimmen.
- Dieb (Dorf/Teamwechsler): Der Dieb ist der Erste, der im Spiel erwacht. Wird mit dem Dieb gespielt, werden zwei Dorfbewohner-Karten mehr eingemischt. Die Karten werden zunächst an die Spieler verteilt und anschließend werden die restlichen zwei Karten in die Spielmitte gelegt. Der Dieb darf diese ansehen und seine Karte gegen eine der beiden übrig gebliebenen Karten austauschen. Er hat ab jetzt also eine neue Rolle. Möchte er nicht tauschen, ist er für den Rest des Spiels einfacher Dorfbewohner. (Bleiben am Ende zwei Werwolf-Karten übrig, muss der Dieb seine Karte tauschen, da die Werwölfe sonst im Spiel keine realistische Chance hätten.)
- Mädchen (Dorf): Das kleine Mädchen darf nachts in der Werwolf-Phase heimlich blinzeln, um so die Werwölfe zu erkennen. Die Werwölfe ihrerseits hingegen achten natürlich darauf, das Mädchen dabei zu ertappen, es besteht also beim Blinzeln ein gewisses Risiko.
- Seherin (Dorf): Die Seherin erwacht, während alle anderen schlafen, und darf sich eine Person aussuchen, deren Rolle sie sehen möchte. Dabei sollte der Spielleiter möglichst unauffällig vorgehen, idealerweise wiederum durch Gesten, so dass die Schlafenden nicht hören und raten können, welche Person erwählt wurde. Da die Seherin zu jeder Runde die Rolle einer weiteren Person im Spiel kennt, kann sie großen Einfluss nehmen, um dem Dorf zum Gewinn zu verhelfen. Dabei sollte sie ihr Wissen allerdings vorsichtig einsetzen, um nicht die Aufmerksamkeit der Werwölfe auf sich zu ziehen.

### Erweiterung 1: „Neumond“
Die Erweiterung „Neumond“ beinhaltet neue Varianten. Die 9 Varianten verändern die Regeln des Grundspiels an bestimmten Stellen und bringen mehr Abwechslung hinein, die hauptsächliche Variante (namens „Neumond“) funktioniert mit 36 Ereigniskarten, die jeden Morgen gezogen werden. Die Erweiterung bringt aber zudem 5 neue Rollenkarten mit sich:
- Heiler/Beschützer (Dorf): Der Heiler erwacht am Anfang jeder Nacht und bestimmt einen Spieler (auch sich selbst), den er vor den Werwölfen beschützen will. Selbst wenn der ausgewählte Spieler von den Werwölfen gebissen wird, stirbt er nicht. Es ist nicht erlaubt, zwei Runden hintereinander denselben Charakter zu schützen, da dieser sonst unsterblich wäre.
- Sündenbock (Dorf): Immer wenn es im Dorf zu einer Pattsituation während der Abstimmung kommt, trifft es sofort den Sündenbock. Er opfert sich für das Dorf und scheidet aus dem Spiel aus. Allerdings bleibt ihm ein Vorrecht: Er darf entscheiden, wer am nächsten Tag abstimmen darf.
- Dorfdepp (Dorf): Wird der Dorfdepp vom Dorfgericht zum Opfer gewählt, erkennen sie im letzten Moment, dass es sich nur um den Dorfdeppen handelt. Der Dorfdepp bleibt im Spiel, verliert jedoch sein Abstimmungsrecht.
- Der Alte (Dorf): Der Alte überlebt den ersten Angriff der Werwölfe. Wird er aber vom Dorfgericht zum Opfer bestimmt, durch die Hexe oder den Jäger umgebracht, verliert das Dorf seine Weisheit und alle Sonderrollen werden zu einfachen Dorfbewohnern. Außerdem vergisst das Dorf, dass sie den Dorfdepp verschonen wollten.
- Flötenspieler (Neutral): Der Flötenspieler ist eine eigene Partei und kann nur alleine das Spiel gewinnen, außer er ist verliebt. In diesem Fall gewinnt er, wenn nur noch er und die geliebte Person im Spiel sind. Er erwacht immer am Ende jeder Nacht und bestimmt zwei Spieler, die er mit seiner Musik verzaubert. Anschließend schläft er ein und alle verzauberten Spieler erwachen, sie erkennen sich und schlafen ebenfalls wieder ein. Der Flötenspieler gewinnt das Spiel alleine, wenn alle anderen Spieler verzaubert sind.

### Erweiterung 2: „Die Gemeinde“
In dieser Erweiterung dreht sich alles um 9 verschiedene Gebäude, die vor den Spielern ausliegen, und von den Spielern bezogen werden können, wodurch die Spieler einen von 9 Berufen erhalten. Mit diesen neuen Berufen bekommen die Spieler neue Funktionen und Fähigkeiten, die das Spiel maßgeblich verändern. Die Berufe und Gebäude erhalten die Spieler zusätzlich zu ihren normalen Rollenkarten und liegen im Gegensatz zu ihren Charakter- bzw. Rollenkarten offen. So ergeben sich die verschiedensten Kombinationen, die immer wieder neue Spielsituationen schaffen. Beispiele für Berufe sind die Lehrerin in der Schule, der Priester in der Kirche oder der Wirt im Wirtshaus. Es gibt zudem wieder 2 neue Rollenkarten, welche aber nur zusammen mit den Gebäuden der Erweiterung verwendet werden können:
- Der Brandstifter (Dorf): Der Brandstifter kann einmal im Spiel ein Gebäude in Brand setzen. Der Spieler, der darin wohnt, stirbt zwar nicht, aber verliert seine Fähigkeiten, die im Zusammenhang mit dem Gebäude standen. Wurde der Bewohner des Gebäudes in der gleichen Nacht von den Werwölfen heimgesucht, stirbt stattdessen einer der Werwölfe.
- Der schwarze Rabe (Dorf): Der schwarze Rabe kann jede Runde einen anonymen Drohbrief an ein bestimmtes Gebäude heften, wodurch der dort wohnende Spieler beim nächsten Tag automatisch zwei Stimmen gegen sich hat.

### Erweiterung 3: „Charaktere“
Die dritte Erweiterung, erschienen 2012, enthält 22 Karten mit 16 neuen Rollen, sowie 2 Bonusrollen, die nur mit der ersten Erweiterung zusammen genutzt werden können.
- Der große böse Wolf (Wolf): Der große böse Wolf ist ein Wolf, der in der Nacht zweimal tötet. Er einigt sich zunächst mit den anderen Wölfen auf ein Opfer, dann wählt er sich allein ein zweites Opfer. Diese Rolle ist bei großen Gruppen geeignet oder für schnelle Runden. Der große böse Wolf verliert seine Macht, sobald ein Spieler aus dem Team der Werwölfe gestorben ist.
- Der Urwolf (Wolf): Er ist ein Werwolf, der einmalig einen Spieler statt zu fressen in einen Werwolf verwandeln kann. Er signalisiert dem Spielleiter heimlich, nach der Entscheidung aller Werwölfe, wenn eine Umwandlung stattfinden soll.
- Der weiße Werwolf (Neutral): Der weiße Werwolf wacht jede Runde zusammen mit den anderen Werwölfen auf und verhält sich normal. Zusätzlich wacht er aber jede zweite Runde erneut gesondert auf und kann, wenn er möchte, einen der anderen Werwölfe töten. Sein Ziel ist es, als einziger zu überleben. Als Alternative verliert der Weiße Werwolf seine Fähigkeit, Werwölfe zu töten, doch dafür kann diese Rolle möglicherweise im Spiel sein.
- Der Wolfshund (Dorf/Wolf): Wenn er vom Spielleiter aufgerufen wird, kann er entscheiden, ob er zum Werwolf werden oder Dorfbewohner bleiben möchte. Seine Wahl wird auch nach seinem Tod nicht bekannt werden.
- Das wilde Kind (Dorf/Wolf): Das wilde Kind wählt am Anfang einer Partie einen anderen Spieler, der ab dann sein Vorbild wird. Stirbt sein Vorbild, wird das wilde Kind zum Werwolf.
- Die reine Seele (Dorf): Die reine Seele ist die einzig offen gespielte Identität, deren Rollekarte auf beiden Seiten das Bild eines normalen Dorfbewohner zeigt. Die Person mit dieser Rolle hat zwar dementsprechend keine Sonderfähigkeiten, verkörpert aber dafür einen eindeutig verifizierten Guten und ist damit eine sichere Option bei der Wahl des Hauptmannes oder Büttels.
- Der Engel (Neutral): Wenn er in der Abstimmung der ersten Runde eliminiert wird (nicht von den Werwölfen), gewinnt er das Spiel allein. Schafft er das nicht, gewinnt er zusammen mit den Dorfbewohnern.
- Die drei Brüder (Dorf) (3 Karten): Die drei Brüder erwachen zusammen in der ersten Nacht und erkennen sich. Ansonsten sind sie einfache Dorfbewohner. Diese Karten sind für große Gruppen geeignet, da es eine Untergruppe von Dorfbewohnern schafft, die sich bereits sicher untereinander kennen.
- Die zwei Schwestern (Dorf) (2 Karten): Die zwei Schwestern erwachen zusammen in der ersten Nacht und erkennen sich. Ansonsten sind sie einfache Dorfbewohner, die sich aber bereits von Anfang an kennen.
- Der Fuchs (Dorf): Wenn er in der Nacht aufgerufen wird, wählt er einen Spieler aus und erfährt vom Spielleiter, ob dieser oder einer seiner beiden Nachbarn ein Werwolf ist oder nicht. Ist bei dem Trio mindestens ein Werwolf dabei, darf er es in der nächsten Nacht ein weiteres Mal versuchen. Ist aber keiner der drei ein Werwolf, verliert er seine Fähigkeit.
- Die ergebene Magd (Dorf/Teamwechsler): Die Magd opfert sich für andere Rollen. Der Spieler der ergebenen Magd kann sich einmalig als Magd offenbaren und seine Karte offenlegen, um die Karte eines anderen Spielers an sich zu nehmen, in dem Moment, in dem dieser per Abstimmung aus dem Spiel ausscheidet. Der Spieler der Magd übernimmt damit dessen Rolle. Dies muss geschehen, bevor die Karte des ausscheidenden Spielers offengelegt wird und die Rolle wird auch bei der Übernahme nicht offenbart. Übernimmt die Magd eine Rolle mit Spezialfähigkeiten, so werden diese zurückgesetzt. Die Magd kann nicht die Rolle des Jägers übernehmen. Ist die Magd durch Amor verliebt worden, verliert sie ihre Fähigkeit, andere Rollen zu übernehmen, vollständig. Einige weitere Sonderfälle werden im Regelwerk des Spiels erklärt.
- Der Bärenführer (Dorf): Wenn sich der Bärenführer am Morgen in seiner Sitzposition unmittelbar neben einem Werwolf befindet (ausgeschiedene Spieler werden ignoriert), zeigt der Spielleiter dies durch ein Bärenknurren. Ist der Bärenführer vom Urwolf infiziert, knurrt der Spielleiter jeden Morgen, bis der Bärenführer aus dem Spiel ausscheidet.
- Der Ritter mit dem verrosteten Schwert (Dorf): Der Ritter infiziert mit seinem rostigen Schwert den Werwolf zu seiner Linken mit Tetanus, wenn er von ihnen in der Nacht gefressen wird. Dieser Werwolf stirbt dann in der folgenden Nacht. Entsprechend sind alle Spieler zwischen ihm und dem toten Wolf freigesprochen.
- Der verbitterte Greis (Neutral): Zu Beginn teilt der Spielleiter anhand eines offensichtlich einsehbaren, binären Kriteriums das Dorf in zwei Gruppen (z. B. Brille/keine Brille, Bart/kein Bart, größer als 170 cm/kleiner als 170 cm, Geschlecht) – der Greis gehört dann zu einer der beiden Gruppen. Sein Ziel, um das Spiel alleine zu gewinnen, ist es die andere Gruppe komplett zu beseitigen. Wie der weiße Werwolf profitiert auch diese Rolle davon, möglicherweise im Spiel zu sein.
- Der Gaukler (Dorf): Der Spielleiter wählt vor dem Start drei zusätzliche Rollen aus, die er offen in die Mitte legt. Zu Beginn jeder Nacht wählt sich der Schauspieler eine dieser Rollen aus und spielt sie bis zur folgenden Nacht. Dies wiederholt er solange, bis es keine Rollen mehr zur Auswahl gibt und er zum normalen Dorfbewohner wird.
- Der stotternde Richter (Dorf): Der Spielleiter und der Richter einigen sich in der ersten Nacht auf ein Zeichen. Wenn der Richter nach der regulären Abstimmung des Dorfes und dem Tod eines Spielers dieses Zeichen gibt, führt der Spielleiter sofort noch eine Abstimmung ohne erneute Diskussion durch.
- Die Mystikerin (Dorf) (Bonusrolle): Die Mystikerin kann die Geister rufen. In jeder Nacht aufgerufen, gibt sie dem Spielleiter ein Zeichen, wenn am nächsten Morgen der Spiritismus (Karten aus der 1. Erweiterung) durchgeführt werden soll.
- Der Büttel (Dorf) (Bonusrolle): Der Büttel wird vom Hauptmann ernannt, der dies auch jederzeit widerrufen kann. Dies ist damit keine geheime Rolle, sondern eine zusätzliche Funktion. Der Büttel kann jeden Tag eine Ereigniskarte (aus der 1. Erweiterung) auswählen, die ausgeführt wird.

### Weitere
Im Jahre 2012 erschien, unter dem Titel „10 Jahre danach“ eine Jubiläumsedition, die alle Charaktere bis zur Erweiterung „Neumond“ in größerer angepasster Kartenform enthielt.
2014 erschien unter dem Titel „Der Pakt“ eine Version, die neben dem Grundspiel auch alle bisher erschienenen Erweiterungen enthält. Diese Box gibt es derzeit nur auf Französisch, Deutsch, Englisch und Spanisch. Wie schon bei der Erweiterung Die Gemeinde sind die Karten auf dickeren Karton gedruckt worden.
2016 erschien unter dem Titel „Best of Werwölfe“ eine Sammlung der besten Karten aus den verschiedenen Erweiterungen. Das Set beinhaltet 28 Rollenkarten aus festem Karton, einen Hauptmannsumhänger und eine Spielanleitung.
Neben den genannten offiziellen Erweiterungen gibt es diverse individuelle Varianten mit „inoffiziellen“ Charakteren, auf die man sich innerhalb der Runde einigen kann.
Um auch bei fehlendem offiziellen Spielmaterial spielen zu können, entwickelten sich Adaptionen, bei denen die Festlegung der Charaktere mittels regulären Skatspielkarten erfolgt.

## Ausgaben
- Französisch: Les loups-garous de Thiercelieux (Lui-même, 2001)
- Deutsch: Die Werwölfe von Düsterwald (ProLudo, 2003)
- Niederländisch: Weerwolven van Wakkerdam (999 Games, 2003)
- Englisch: The Werewolves of Miller’s Hollow (Asmodée Editions)
- Spanisch: Los Hombres Lobo de Castronegro (Cromola)
- Polnisch: Wilkołaki z Czarnego Lasu (Rebel, 2021)

## Adaptionen
Der 2005 erschienene US-amerikanischen Horrorfilm Cry Wolf basiert auf diesem Spiel.
Auch im österreichischen Film Das Werwolfspiel von Johanna Rieger, dessen Premiere 2013 war, entwickelt das Spiel ein seltsames Eigenleben und fordert seine Opfer unter den Spielern.
Der französische Spielfilm Die Werwölfe von Düsterwald (Originaltitel Loups-Garous, internationaler englischer Titel Family Pack) aus dem Jahr 2024 von Regisseur François Uzan basiert auf dem Spiel.
Mehrere Verlage brachten eigene Variationen des Spieles heraus.
Im Herbst 2025 soll unter dem Namen Werwölfe – Das Spiel von List und Täuschung, die erste deutsche TV-Adaption des Gesellschaftsspiels in der ARD Mediathek veröffentlicht werden.